# Prejudiciu (drept)
În drept, un prejudiciu face referire la consecințele patrimoniale sau extra-patrimoniale care apar ca urmare a unui atac la adresa bunurilor unei persoane (fizică sau juridică) sau a persoanei însăși. 
Prejudiciul nu poate fi confundat cu vătămarea, care reprezintă acțiunea propriu-zisă de atacare a unui bun sau a unei persoane.

## În dreptul civil
În sistemul continental prejudiciul poate apărea ca urmare a nerespectării termenului de plată a unei obligații. În acest caz, creditorul are dreptul la repararea integrală a prejudiciului din partea debitorului.